# The American Journal of Medicine
The American Journal of Medicine (abrégé en Am. J. Med.) est une revue scientifique à comité de lecture. Ce mensuel publie des articles de recherches originales concernant la médecine.
D'après le Journal Citation Reports, le facteur d'impact de ce journal était de 5,003 en 2014. Actuellement, la direction de publication est assurée par Joseph S. Alpert (Université d'Arizona, États-Unis).